# Hanse
Hanse is een videospel voor diverse platforms. Het spel werd uitgebracht in 1986.

## Platforms
| Jaar | Platform                            |
| ---- | ----------------------------------- |
| 1986 | Amstrad CPC, Atari ST, Commodore 64 |
| 1988 | DOS                                 |
| 1989 | Amiga                               |

## Ontvangst
| Beoordeeld door                      | Jaar | Platform     | Score |
| ------------------------------------ | ---- | ------------ | ----- |
| Joker Verlag präsentiert: Sonderheft | 1994 | Commodore 64 | 60%   |
| Amiga Joker                          | 1989 | Amiga        | 59%   |
| Joker Verlag präsentiert: Sonderheft | 1993 | Amiga        | 57%   |
| Joker Verlag präsentiert: Sonderheft | 1993 | Atari ST     | 57%   |
| Joker Verlag präsentiert: Sonderheft | 1993 | DOS          | 55%   |
| Power Play                           | 1988 | DOS          | 45%   |
| Power Play                           | 1989 | Amiga        | 35%   |
| Happy Computer                       | 1986 | Commodore 64 | 29%   |